# Finale de la Ligue des champions de l'UEFA 2010-2011
La finale de la Ligue des Champions 2011 est la cinquante-sixième finale de  la Ligue des champions de l'UEFA. Disputée le 28 mai 2011 au Wembley Stadium de Londres (Angleterre), elle oppose le club espagnol du FC Barcelone au club anglais de Manchester United qui ont respectivement éliminé en demi-finale le Real Madrid et Schalke 04.

## Parcours des finalistes
Le choix des équipes qualifiées pour la phase de poules de la Ligue des champions, soit directement, soit par le biais de trois tours préliminaires ainsi qu'un barrage, sont basés sur leur classement lors de la précédente saison de leur ligue domestique et la force relative de la ligue sur la base de son coefficient UEFA.
Les deux équipes, ayant terminé respectivement champion du dernier championnat espagnol et second du dernier championnat anglais, sont entrés dans la compétition directement en phase de groupes.
Les groupes ont été établis sous la forme d'un double tournoi toutes rondes de huit groupes de quatre équipes, les deux premiers de chaque groupe se qualifiant pour les phases éliminatoires. Les matchs de qualification ont été basés sur des matches aller et retour (domicile et extérieur), avec la règle des buts marqués à l'extérieur, ainsi que le temps supplémentaires en cas d'égalité et les tirs au but si nécessaire.
|   | Équipe        | Pts | J | G | N | P | BP | BC | Diff |
| - | ------------- | --- | - | - | - | - | -- | -- | ---- |
| 1 | FC Barcelone  | 14  | 6 | 4 | 2 | 0 | 14 | 3  | +11  |
| 2 | FC Copenhague | 10  | 6 | 3 | 1 | 2 | 7  | 5  | +2   |
| 3 | Rubin Kazan   | 6   | 6 | 1 | 3 | 2 | 2  | 4  | -2   |
| 4 | Panathinaïkos | 2   | 6 | 0 | 2 | 4 | 2  | 13 | -11  |

|   | Équipe            | Pts | J | G | N | P | BP | BC | Diff |
| - | ----------------- | --- | - | - | - | - | -- | -- | ---- |
| 1 | Manchester United | 14  | 6 | 4 | 2 | 0 | 7  | 1  | +6   |
| 2 | Valence           | 11  | 6 | 3 | 2 | 1 | 15 | 4  | +11  |
| 3 | Glasgow Rangers   | 6   | 6 | 1 | 3 | 2 | 3  | 6  | -3   |
| 4 | Bursaspor         | 1   | 6 | 0 | 1 | 5 | 2  | 16 | -14  |

## Feuille de match
| Finale                  | FC Barcelone                      | 3 - 1   | Manchester United | Wembley Stadium, Londres                       |                                                |
| 28 mai 2011 20h45 (HEC) | Pedro 27e · Messi 54e · Villa 69e | (1 - 1) | Rooney 34e        | Spectateurs : 87 695 Arbitrage : Viktor Kassai | Spectateurs : 87 695 Arbitrage : Viktor Kassai |
| 28 mai 2011 20h45 (HEC) | Rapport                           |         |                   | Spectateurs : 87 695 Arbitrage : Viktor Kassai | Spectateurs : 87 695 Arbitrage : Viktor Kassai |

| Barcelone | Man. United |

| BARCELONE :     |    |                    |     |       |
|                 |    |                    |     |       |
| G               | 1  | Víctor Valdés      | 85e |       |
| D               | 2  | Daniel Alves       | 60e | 88e   |
| D               | 14 | Javier Mascherano0 |     |       |
| D               | 3  | Gerard Piqué       |     |       |
| D               | 22 | Éric Abidal        |     |       |
| M               | 16 | Sergio Busquets    |     |       |
| M               | 6  | Xavi               |     |       |
| M               | 8  | Andrés Iniesta     |     |       |
| A               | 7  | David Villa        |     | 86e   |
| A               | 10 | Lionel Messi       |     |       |
| A               | 17 | Pedro              |     | 90+2e |
|                 |    |                    |     |       |
| Remplaçants :   |    |                    |     |       |
| G               | 38 | Oier Olazábal      |     |       |
| D               | 5  | Carles Puyol       |     | 88e   |
| D               | 21 | Adriano            |     |       |
| M               | 15 | Seydou Keita       |     | 86e   |
| M               | 20 | Ibrahim Afellay    |     | 90+2e |
| M               | 30 | Thiago Alcántara   |     |       |
| A               | 9  | Bojan Krkić        |     |       |
|                 |    |                    |     |       |
| Entraîneur :    |    |                    |     |       |
| Josep Guardiola |    |                    |     |       |

| MAN. UNITED : |    |                    |     |     |
|               |    |                    |     |     |
| G             | 1  | Edwin van der Sar0 |     |     |
| D             | 20 | Fábio              |     | 69e |
| D             | 5  | Rio Ferdinand      |     |     |
| D             | 15 | Nemanja Vidić      |     |     |
| D             | 3  | Patrice Évra       |     |     |
| M             | 25 | Antonio Valencia   | 79e |     |
| M             | 16 | Michael Carrick    | 61e | 77e |
| M             | 11 | Ryan Giggs         |     |     |
| M             | 13 | Park Ji-sung       |     |     |
| A             | 10 | Wayne Rooney       |     |     |
| A             | 14 | Javier Hernández   |     |     |
|               |    |                    |     |     |
| Remplaçants : |    |                    |     |     |
| G             | 29 | Tomasz Kuszczak    |     |     |
| D             | 12 | Chris Smalling     |     |     |
| M             | 8  | Anderson           |     |     |
| M             | 17 | Nani               |     | 69e |
| M             | 18 | Paul Scholes       |     | 77e |
| M             | 24 | Darren Fletcher    |     |     |
| A             | 7  | Michael Owen       |     |     |
|               |    |                    |     |     |
| Entraîneur :  |    |                    |     |     |
| Alex Ferguson |    |                    |     |     |

## Statistiques
| Première mi-temps   | Première mi-temps | Première mi-temps |
|                     | Barcelone         | Man. United       |
| ------------------- | ----------------- | ----------------- |
| Buts marqués        | 1                 | 1                 |
| Total des tirs      | 8                 | 2                 |
| Tirs cadrés         | 3                 | 1                 |
| Possession de balle | 67 %              | 33 %              |
| Corners             | 1                 | 0                 |
| Fautes commises     | 2                 | 5                 |
| Hors-jeu            | 0                 | 4                 |
| Cartons jaunes      | 0                 | 0                 |
| Cartons rouges      | 0                 | 0                 |

| Seconde mi-temps    | Seconde mi-temps | Seconde mi-temps |
|                     | Barcelone        | Man. United      |
| ------------------- | ---------------- | ---------------- |
| Buts marqués        | 2                | 0                |
| Total des tirs      | 11               | 2                |
| Tirs cadrés         | 9                | 0                |
| Possession de balle | 62 %             | 38 %             |
| Corners             | 5                | 0                |
| Fautes commises     | 3                | 11               |
| Hors-jeu            | 1                | 1                |
| Cartons jaunes      | 2                | 2                |
| Cartons rouges      | 0                | 0                |

| Match complet       | Match complet | Match complet |
|                     | Barcelone     | Man. United   |
| ------------------- | ------------- | ------------- |
| Buts marqués        | 3             | 1             |
| Total des tirs      | 19            | 4             |
| Tirs cadrés         | 12            | 1             |
| Possession de balle | 63 %          | 37 %          |
| Corners             | 6             | 0             |
| Fautes commises     | 5             | 16            |
| Hors-jeu            | 1             | 5             |
| Cartons jaunes      | 2             | 2             |
| Cartons rouges      | 0             | 0             |

- UEFA Full Time Report
- UEFA Full Time Statistics

## Sources
- (en) Cet article est partiellement ou en totalité issu de l’article de Wikipédia en anglais intitulé « 2011 UEFA Champions League Final » (voir la liste des auteurs).